# エギル・スカラグリームスソン

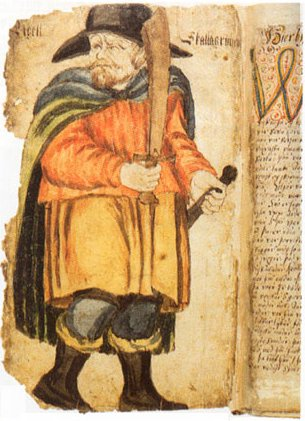
エギル。17世紀の写本 AM 426 fol. より。

エギル・スカラグリームスソン（アイスランド語: Egill Skallagrímsson, 原語の発音；エギル・スカラグリムッソン、910年 - 990年ごろ）は、中世アイスランドの詩人、首領、戦士。現代アイスランド語読みでエイイットル・スカットラグリームソンとも表記される。
彼は910年にアイスランドのボルグに生まれた。エギルはスカラグリーム・クヴェルドウールフスソン（Skalla-Grímur Kveldúlfsson）と ベラ・ユングヴァルスドーティル（Bera Yngvarsdóttir） の間の息子だった。スカラグリームはアイスランドに到達し、ボルグに入植した。ボルグは彼の父の船が上陸した土地だった。スカラグリームは有名な戦士で、ノルウェーのハラルド美髪王の宿敵だった。エギルは3歳で最初の詩を書いた。エギルは990年ごろ没した。エギルは死ぬ前に銀の財宝をモスフェットルスバイル に隠したと言われている。
『エギルのサガ』は、クヴェルドウールヴ（Kveld-Úlfur, 「宵の狼」の意味) と呼ばれていた彼の祖父のノルウェーでの人生に始まり、父スカラグリームの生涯、エギルの幼年期、スカンディナヴィアやイングランドへの遠征、彼の老年期と彼の家族のその後について語っている。